# Obična kurika
Obična kurika (biskupska kapa, lat. Euonymus europaeus), korisni, uresni, ljekoviti grm iz Europe (uključujući Hrvatsku), Male Azije, Kavkaza, Turkestana i zapadnog Sibira. Pripada rodu kurika, porodica Celastraceae.
Svi dijelovi biljke su otrovni, i može izazvati smrt. Konzumiranje sjemenki izaziva grčeve. 
Postoje kultivari: 'Albus', 'Red Cascade'.
- E europaeus u jesen
- Pupovi
- Plodovi
- Kora
- Cvjetovi
- List